# Naif al-Hadhrami
Naif Abdulrahim Omar al-Hadhrami (arabisch نايف عبد الرحيم الحضرمي, DMG Nāyif ʿAbd ar-Raḥīm al-Ḥaḍramī; * 18. Juli 2001 in ar-Rayyan) ist ein katarischer Fußballspieler. Er ist im Mittelfeld beheimatet und spielt dort bei seinem aktuellen Klub zumeist auf Rechtsaußen.

## Karriere

### Verein
Zur Saison 2020/21 wechselte er von deren Reserve-Mannschaft fest in den Kader der ersten Mannschaft von al-Rayyan SC. Zwar war er schon in der Vorsaison öfters im Spieltags Kader, bekam aber hier keinen Einsatz. Seinen ersten Einsatz in der Qatar Stars League bekam er so dann am 4. Spieltag bei einem 1:0-Sieg über den al-Wakrah SC. Hier wurde er zur 75. Minute für Khalid Ali Sabah eingewechselt. Anschließend wurde er auch in den weiteren Spielen im weiteren Saisonverlauf eingesetzt und stand hier auch teilweise über 90 Minuten auf dem Platz. In der AFC Champions League wurde er dann zudem noch am 14. April 2021 bei einem 0:0 im Gruppenspiel gegen den indischen FC Goa eingesetzt. Auch in der Liga ist er weiterhin regelmäßig im Einsatz.

### Nationalmannschaft
Er stand bereits im Jahr 2021 für die katarische U23-Nationalmannschaft im Kader bei deren Spieltagen, hier wurde er in mehreren Freundschaftsspielen eingesetzt, war jedoch bislang nicht Teil der Mannschaft bei einem Turnier.
Bei der A-Nationalmannschaft wurde er erstmals bei einem 0:0-Freundschaftsspiel gegen Slowenien im Education City Stadium eingesetzt. Hier stand er in der Startelf und wurde zur 61. Minute für Assim Madibo ausgewechselt. Anschließend wurde er dann noch im November 2022 für den Kader des Teams bei der Endrunde der Weltmeisterschaft 2022 nominiert.